# 의견제출제도
의견제출제도(意見提出制度)란 행정청이 어떠한 행정작용을 하기에 앞서 당사자등의 의견을 제시하는 절차로서 청문이나 공청회에 해당하지 아니하는 절차를 말한다. 의견제출제도는 사전통지제도와 마찬가지로 의무를 부과하거나 권익을 제한하는 경우에만 적용되고, 수익적 행위나 수익적 행위의 거부의 경우에는 적용이 없다. 일반처분의 경우에도 적용이 없다.

## 성질
의견제출제도는 당사자등의 이익을 보호하는 데 그 취지가 있는바, 의견제출을 할 수 있는 것은 절차적 권리로서 당사자의 개인적 공권으로 보호된다. 말하자면 처분을 사전통지할 때에는 의견제출을 할 수 있음을 통지하여야 할 뿐만 아니라, 행정청이 당사자에게 의무를 과하거나 권익을 제한하는 처분을 함에 있어서는 청문을 실시하거나 공청회를 개최하는 경우가 아니라면 당사자등에게 의견제출의 기회를 주어야 한다.

## 판례
판례는 법령상 확정된 의무의 부과의 경우에는 의견제출의 기회를 부여하지 않아도 된다고 판시하였다.
- 행정청이 침해적 행정처분을 하면서 당사자에게 행정절차법상의 사전통지를 하거나 의견제출의 기회를 주지 아니하였다면 사전통지를 하지 않거나 의견제출의 기회를 주지 아니하여도 되는 예외적인 경우에 해당하지 아니하는 한 그 처분은 위법하여 취소를 면할 수 없다.[1]

## 방법
1. 당사자등은 처분 전에 그 처분의 관할 행정청에 서면, 구술로 또는 정보통신망을 이용하여 의견제출을 할 수 있다.
2. 당사자등은 의견제출을 하는 경우 그 주장을 입증하기 위한 증거자료 등을 첨부할 수 있다.